# Península de Shiretoko
La península de Shiretoko (en japonès 知床半島, Shiretoko-hantō) es troba a l'extrem més oriental de l'illa japonesa de Hokkaidō, sobresortint sobre el mar d'Okhotsk. Està separada de l'illa Kunaixir, de Rússia, per l'estret de Nemuro. El nom Shiretoko procedeix de la paraula ainu sir etok, que significa "la fi de la Terra" o "el lloc on sobresurt la Terra". Les viles de Shari i Rausu es troben a la península.
Des del 2005 forma part del Patrimoni de la Humanitat en reconeixement de ser aquesta península el punt més meridional de l'hemisferi nord on sol formar-se gel marí cada hivern.

## Geografia
Des del cap Shiretoko, a l'extrem de la península, un seguit de volcans, entre els quals destaquen el mont Shiretoko, el mont Unabetsu i el Iō, recorren la península. Forma part de la zona volcànica de Chishima. El cim més alt és el mont Rausu. La península fa 70 quilòmetres de llargada per 25 quilòmetres d'amplada a la base. La seva superfície és d'uns 1.230 km².
La península està delimitada pel mar d'Okhotsk, al costat nord-oest, i l'oceà Pacífic, al sud-est. A l'est, l'illa Kunaixir discorre paral·lela a la península i pot ser vista a simple vista de la península. Kunaixir fou ocupada per la Unió Soviètica l'1 de setembre de 1945 i des d'aleshores és reclamada pel Japó.
El corrent fred d'Oyashio flueix cap al sud tot resseguint la península, mentre el corrent Soya flueix cap al sud-est des del mar d'Okhotsk fins que es redirigeix cap al nord pel costat oest de la península. A l'hivern el corrent Soya transporta gel marí cap al sud del mar d'Okhotsk i s'acumula al costat oest de la península de Shiretoko, donant lloc al punt més merdional de l'hemisferi Nord on aquest fenomen té lloc, a 43 °N.
La zona volcànica ha fet possible diversos onsen a la zona.

### Llista de cims

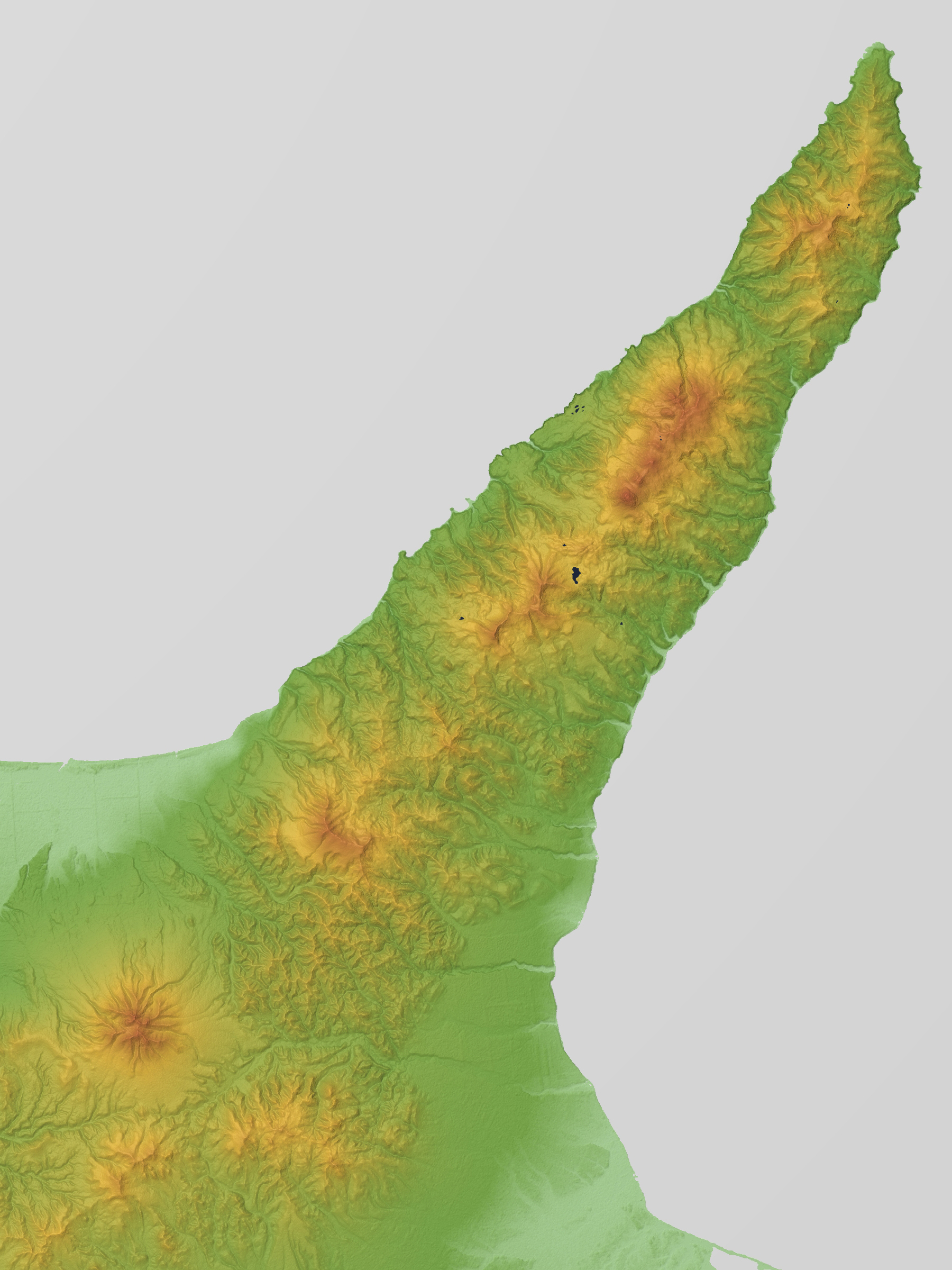
Mapa de relleu de la península

- Mont Poromoi
- Mont Shiretoko
- Mont Dokkarimui
- Mont Rusha
- Mont Higashi
- Mont Chienbetsu
- Mont Minami
- Mount Iō
- Mont Okkabake
- Mont Sashirui
- Mont Rausu
- Mont Chinnishibetsu
- Mont Onnebetsu
- Mont Unabetsu
- Mont Shari
- Mont Samakke Nupuri
- Mont Shibetsu

## Clima
El corrent Oyashio té un impacte profund en el clima peninsular. La península de Shiretoko té estius curts i hiverns llargs. El corrent provoca boira a la costa sud-est i gel marí a l'hivern. La neu cobreix els cims de setembre a juny, excepte els cims més alts, que conserven la neu durant tot l'estiu.

## Flora i fauna
La península de Shiretoko acull nombroses espècies de coníferes i planifolis, entre els quals destaquen el Quercus mongolica. Els Pinus pumila creixen per damunt dels 1.000 metres. La guineu roja i els cérvols sika també habiten la zona. Hi ha un gran nombre d'ossos bruns de l'Ussuri. Les parts superiors del mont Rausu, el mont Onnebetsu i el mont Shari són les úniques àrees de reproducció conegudes de mosquiter boreal a Hokkaidō.
És un dels pocs llocs on es poden albirar des de la costa grups de catxalots mascles i zífids de quatre dents. Altres espècies observades habitualment són els rorquals d'aleta blanca, els dofins de flancs blancs del Pacífic, les marsopes de Dall i les marsopes comunes.

## Preservació
Per protegir els animals salvatges i el medi natural de la península de Shiretoko el 1964 una gran part de la península va ser designada Parc Nacional de Shiretoko. Des de llavors, el parc ha estat sotmès a una estricta regulació com a reserva natural i està prohibit entrar-hi.